# منطقة كلايبيدا

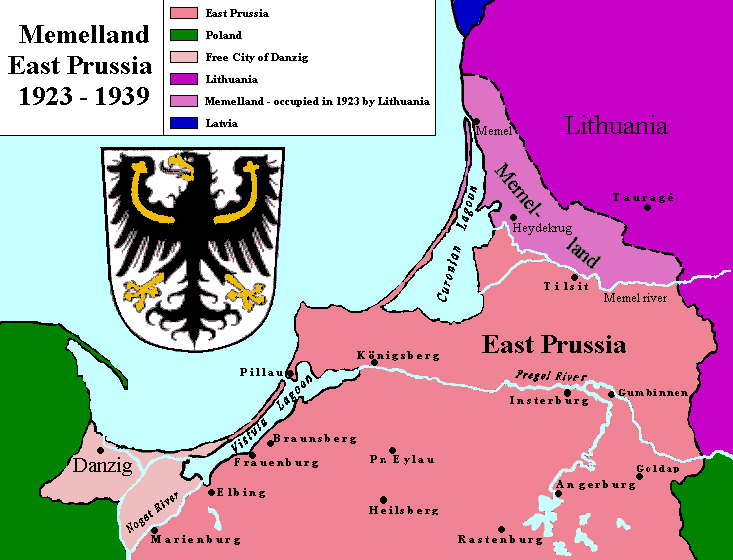
ميمللاند 1923-1939 تحت سيادة ليتوانيا

علم ميمللاند

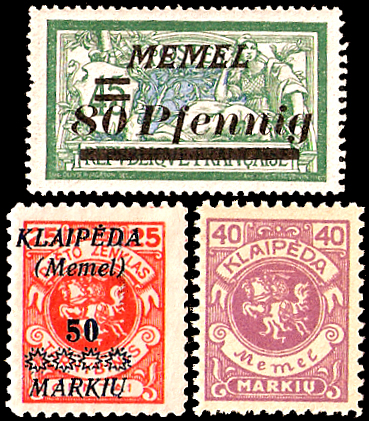
طوابع بريدية من ميمللاند تعود للفترة بين عامي 1920-1925

حُددت منطقة كلايبيدا أو ميمللاند أو إقليم ميمل (بالليتوانية: Klaipėdos kraštas، بالألمانية: Memelland أو Memelgebiet) في عام 1920، بموجب معاهدة فرساي الموقعة عام 1919، وأصبح مصطلح منطقة كلايبيدا يشير إلى الجزء الشمالي من مقاطعة بروسيا الشرقية الألمانية، وذلك بعد وضعها تحت حكم منظمة السفراء التابعة لقوات حلفاء الحرب العالمية الأولى. كان من المقرر أن تبقى منطقة ميمللاند، جنبًا إلى جانب مناطق سار ودانزيغ الحرة التي فُصلت عن ألمانيا، تحت سيطرة عصبة الأمم إلى اليوم الذي يُسمح فيه لشعوب هذه المناطق بالتصويت على ما إذا كانوا يرغبون بانضمام أراضيهم لألمانيا أم لا. في يومنا هذا، تسيطر ليتوانيا على الأراضي التي كانت تعرف باسم إقليم ميمللاند كجزء من مقاطعتي كلايبيدا وتوراج.
بعد قيام ألمانيا النازية باجتياح تشيكوسلوفاكيا في شهر مارس من عام 1939 أرسل وزير الخارجية الألماني آنذاك يواخيم فون ريبنتروب إنذاراً شديد اللهجة إلى الحكومة الليتوانية، يطالبهم فيها بإعادة منطقة الميميل، استجابت ليتوانيا على الفور للمطالب الألمانية وتم تسليم الإقليم يوم 22 مارس 1939.
قبيل انتهاء الحرب العالمية الثانية سيطرالجيش الأحمر الروسي على منطقة الميمل خلالهجوم بروسيا الشرقية (من 13 كانون الثاني إلى 25 نيسان 1945)، ثم تم ضم الإقليم إلى جمهورية ليتوانيا الاشتراكية السوفييتية. تمتد منطقة الميمل على طول 140 كم وبعرض 20 كم. بلغ عدد السكان عام 1939 145000 نسمة. منهم 40000 في العاصمة ميمل (كلايبيدا).

## لمحة تاريخية
في عام 1226، طلب دوق مازوفيا، كونراد الأول، المساعدة في مواجهة البروسيين وقبائل البلطيق الأخرى، بما في ذلك قبائل السكالفيان التي كانت تقطن المناطق الواقعة على طول نهر نيمان (نهر ميمل). في شهر مارس من عام 1226، أصدر الإمبراطور الروماني المقدس، فريدريك الثاني مرسوم ثور ريميني الذهبي، الذي ينص على إعطاء الفرسان التوتونيين مجموعة من الأراضي خارج حدود دوقية مازوفيا مقابل تأمينها. بعد فشل انتفاضات قبائل البلطيق البروسية في الفترة الممتدة بين عامي 1242 و 1274، غزت إمارة نظام التيوتون العديد من المناطق البلطيقية الغربية في ليتوانيا الصغرى بما في ذلك المناطق الواقعة تحت سيطرة قبائل السكالفيان والنادروفيان واليوتفيغيان. في عام 1252، شيّدت إمارة نظام التيوتون قلعة ميمل عند المنطقة التي يصب فيها نهر دانجي في نهر نيمان، في الجزء الشمالي من برزخ قورش. في عام 1422 وقعت إمارة نظام التيوتون مع الاتحاد البولندي الليتواني معاهدة ميلنو التي رسّمت الحدود بين بروسيا وليتوانيا. على الرغم من رغبة دوق ليتوانيا الأكبر، فيتاوتاس، في ضم نهر نيمان إلى داخل حدود بلاده، إلّا أن المعاهدة حددت حدود ليتوانيا من جبل ميملبيرغ في الشمال وحتى نهر نيمان في الجنوب الشرقي، وظلت ليتوانيا تتمتع بنفس هذه الحدود حتى عام 1918. بعد توقيع معاهدة ميلنو عام 1422، عاد العديد من الليتوانيين إلى شمال بروسيا، والتي أصبحت، في القرن السادس عشر، تُعرف باسم ليتوانيا الصغرى.
بعد انتهاء الحرب العالمية الأولى في عام 1918، حُددت خريطة منطقة ميمللاند على أنها بشكل إسفين ثلاثي الأضلاع تقريبًا، وحُددت حدودها الشمالية بموجب معاهدة حدود ميلنو، فيما حَدَد مجرى نهر نيمان الحدود الجنوبية للمنطقة، وكانت الحدود الغربية متاخمة لبحر البلطيق. في عام 1923، وخوفًا من إقامة الدول الغربية دولة حرة، سيطر الليتوانيون على المنطقة، ودمجوا، كجزء من مفاوضات إقليمية واسعة النطاق، المنطقة مع دولة ليتوانيا. في شهر مارس من عام 1939، رضخت ليتوانيا للمطالب النازية، ونقلت سيطرة منطقة ميمللاند إلى ألمانيا. مع انتهاء الحرب العالمية الثانية عام 1945، دمج الاتحاد السوفييتي المنطقة مع جمهورية ليتوانيا الاشتراكية السوفييتية. وشكلت منطقة ميمللاند، منذ عام 1990، جزءًا من جمهورية ليتوانيا المستقلة، كجزء من مقاطعتي كلايبيدا وتوراج. شكلت الحدود الجنوبية لمنطقة ميمللاند، وفقًا لمعاهدة فرساي، الحدود الدولية الحالية بين ليتوانيا وكالينينغراد أوبلاست الفدرالي التابع للاتحاد الروسي.

## خط زمني
| خط زمني بالتغييرات في السيطرة على المنطقة | |
| قبل-1252                                  | الكورونيون وقبائل السكالفيون |
| 1252–1525                                 | النظام الليفوني ودولة فرسان تيوتون الرهبانية (أيضاً دولة بروسيا الرهبانية)                                                                          |
| 1525–1657                                 | دوقية بروسيا، إقطاعية من الكومنولث البولندي الليتواني (مع بروسيا في اتحاد شخصي مع براندنبورغ منذ عام 1618)                                         |
| 1657–1701                                 | دوقية بروسيا، دولة ذات سيادة في اتحاد شخصي مع براندنبورغ، إقطاعية من الإمبراطورية الرومانية المقدسة (كما أُطلِق عليهما مع بعض اسم براندنبورغ بروسيا) |
| 1701–1871                                 | مملكة بروسيا |
| 1871–1918                                 | مملكة بروسيا والتي كانت جزء من الإمبراطورية الألمانية                                                                                              |
| 1918–1920                                 | دولة بروسيا الحرة والتي كانت جزء من جمهورية فايمار                                                                                                 |
| 1920–1923                                 | منظمة السفراء |
| 1923–1939                                 | جمهورية ليتوانيا |
| 1939–1945                                 | ألمانيا النازية |
| 1945–1990                                 | جمهورية ليتوانيا الاشتراكية السوفيتية التي كانت جزء من الاتحاد السوفيتي                                                                            |
| 1990–الآن                                 | جمهورية ليتوانيا |